# Love and Friendship (film)
Love & Friendship is een Amerikaans-Ierse film uit 2016, geschreven en geregisseerd door Whit Stillman, gebaseerd op de korte briefroman Lady Susan uit 1794 van Jane Austen. De film ging in wereldpremière op 23 januari op het Sundance Film Festival.
De film is dus niet gebaseerd op het boek Love and Freindship dat Austen schreef in 1790. Regisseur Whit Stillman koos er echter wel voor om de film deze titel mee te geven.

## Verhaal
In de jaren 1790 reist de mooie weduwe Lady Susan Vernon (Kate Beckinsale) af naar het landgoed van haar schoonfamilie. Ze wil een eind maken aan de geruchten over haar amoureuze verhoudingen die de ronde doen en is vastbesloten een echtgenoot te vinden voor haar dochter Frederica en voor zichzelf. Ze roept daarvoor de hulp in van haar oude vriendin Alicia.

## Rolverdeling
| Acteur          | Personage         |
| --------------- | ----------------- |
| Kate Beckinsale | Lady Susan Vernon |
| Chloë Sevigny   | Alicia Johnson    |
| Xavier Samuel   | Reginald DeCourcy |
| Emma Greenwell  | Catherine Vernon  |
| Tom Bennett     | Sir James Martin  |
| Stephen Fry     | Mr. Johnson       |